# Redu
Redu est une section et un village de la commune belge de Libin située en Wallonie dans la province de Luxembourg. Redu est souvent surnommé Village du livre et de l'espace [réf. nécessaire].
Depuis 2024, Redu fait partie des Plus Beaux Villages de Wallonie.

## Géographie
Situé en Ardenne, le village est bordé au sud et au sud-ouest par la Lesse, un affluent de la Meuse. Redu est longé par la N40 et profite donc de la proximité de l'autoroute E411.

## Évolution démographique
- Source: DGS, 1831 à 1970=recensements population, 1976= habitants au 31 décembre

## Histoire

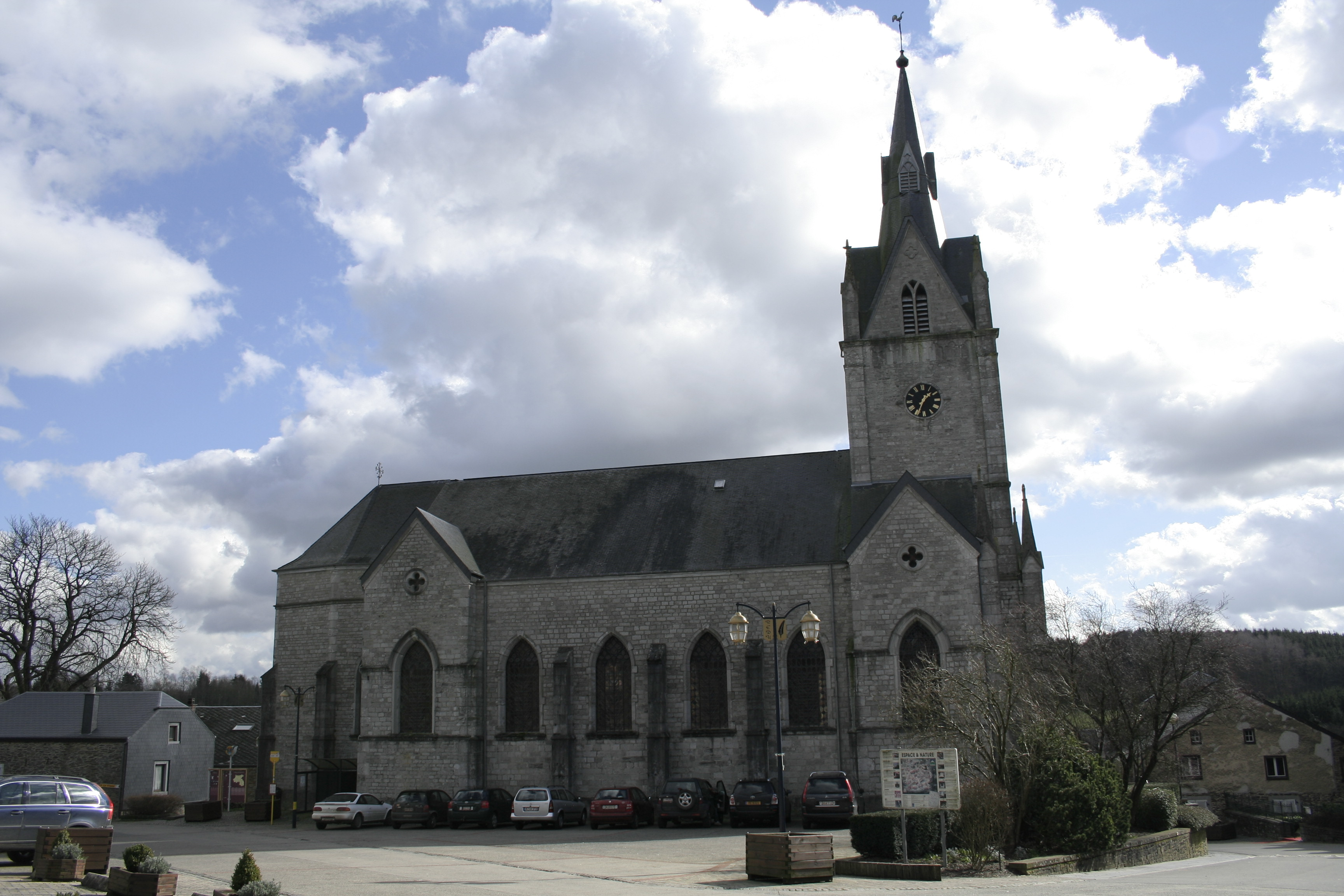
L'église Saint-Hubert (1850-1851).

Le moulin de Molhan était situé sur la rivière Lesse. L’origine franque du moulin nous est confirmée par son nom. « Han ou Ham » vient du Moyen francique « heim », qui signifie « pièce de terre avec vaste pâture entourée d’une clôture ». Il s’agit souvent d’une courbe d’un cours d’eau, comme à Ham-sur-Heure, Han-sur-Lesse. Le moulin de Molhan était situé à la sortie d’une grande courbe de la Lesse.
On trouve la première mention écrite de ce moulin dans le polyptyque de Prüm, en 893. Ce document, écrit en latin, est un inventaire des possessions de l’abbaye de Prüm en Ardenne, au haut Moyen Âge. Après février 892, des moines de l’abbaye Saint-Sauveur de Prüm, dans l’Eifel, sont chargés de dresser le relevé de l’état des biens de l’abbaye, après les pillages des Normands. Plusieurs groupes vont parcourir l’Eifel, le Luxembourg, l'Ardenne, le Rhin moyen, la Meuse et la Moselle et noter, sans règle précise, les maisons, prés, revenus et même noms des habitants faisant partie des biens de l’abbaye. Le document original est perdu. Mais nous possédons une copie exécutée en 1222 par Césaire de Myllendonck, l’ex-abbé de Prüm retiré au monastère de Heisterbach, à la demande de son successeur, l’abbé Friedrich de Stein.
Le polyptyque comporte 119 chapitres, lesquels sont consacrés chacun à un lieu où l’abbaye avait des biens. Le chapitre 45 est consacré à Villance (qui fait partie aujourd’hui de la commune de Libin, dans la Province de Luxembourg, en Belgique), qui comprenait à cette époque la partie de la Lesse qui comptait deux moulins, celui de Villance et celui de Molhan.
Le texte latin dit : « Sunt ibi molendini II, qui solvunt annona mixta modios XL » : Il y a là deux moulins, qui payent 40 muids de méteil.
L’abbé Georges Dartois a publié, dans une collection intitulée « Brindilles de la Haute-Lesse, Villance (Libin) » deux tomes consacrés à la famille Kauffmann, une dynastie de meuniers au pays de Villance. On trouve, dans le volume II, qui contient les annexes, une liste des meuniers de Molhan, qui remonte à 1577. Le moulin change à plusieurs reprises de propriétaire. Entre 1760 et 1876 cependant il va, semble-t-il, rester propriété des familles Collard-Grosjean et Degré-Grosjean. La famille Libert occupera le moulin de 1899 à 1920, date à laquelle le moulin cessera ses activités de meunerie. De nouveaux propriétaires du moulin voulurent implanter une centrale électrique sur la Lesse, centrale qui fournit un bref moment de l’électricité au village de Lesse.
Le moulin a aujourd’hui disparu, mais dans les bois, en bord de Lesse, à son emplacement, il y a une maison.
Avant la fusion de communes en Belgique en 1977, Redu était une commune à part entière (comprenant aussi le hameau de Lesse) qui fut alors regroupée avec Anloy, Libin, Ochamps, Smuid, Transinne et Villance pour former la nouvelle commune de Libin.

### Patronymes Molhan, Molhant, Molhand
Vers 1655, le toponyme « Molhan » est devenu un patronyme. Ainsi trouve-t-on un ermite portant le nom de Eugide Molhan, qui s’était retiré au lieu-dit Le Différend, à la limite des communes d’Ochamps et de Jehonville. Dans les archives de Jéhonville on trouve trace de son décès, le 11 avril 1687.
Les familles Molhan, Molhant, ou Molhand ont hérité de ce patronyme, issu du moulin de Molhan.

## Patrimoine et culture

### Patrimoine architectural
- Église Saint-Hubert, construite en 1851 en style néo-gothique.

### Culture

#### Village du livre
Le week-end de Pâques 1984, pour la première fois, les livres ont envahi les rues de ce petit village d’à peine 400 habitants. Ce fut un succès étonnant : 15 000 visiteurs s’étaient déplacés pour participer au premier grand marché du livre rare ou d’occasion jamais tenu en Ardenne belge.
En 2012, en parcourant les rues de Redu, on comptait vingt-quatre bouquineries. Ce ne sont pas moins de deux kilomètres de rayonnages qui s’offrent aux lecteurs dans les différentes librairies du village. Chaque premier samedi du mois d'août, la Nuit du Livre y est célébrée. Une nocturne regroupant des dizaines d'exposants répartis dans le centre du village et clôturé par un traditionnel feu d'artifice. Le week-end de Pâques accueille, lui, la Fête du Livre. Les libraires dressent alors leurs échoppes dans les rues, accompagnés d'artistes, de musiciens etc.

#### Autres événements
Depuis 2012, en septembre, se tient le Sabbat de La Gypsine. L'événement, organisé par La Maison du Tourisme du Pays de la Haute-Lesse, s'articule autour d'un spectacle mettant en scène le procès d'une sorcière (La Gypsine). Traditionnellement, des écrivains et dessinateurs viennent spécialement sur place pour dédicacer leurs œuvres. La journée est animée par des contes et spectacles fantastiques.
En dehors des événements traditionnels, Redu est aussi le cadre d'une brocante annuelle, d'un festival des bières trappistes et d'une foire aux vins, tous trois organisés en collaboration avec l'un des six restaurants du village. Chaque année se tient aussi une randonnée VTT et une marche ADEPS.
Le Club des Jeunes de Redu est aussi un comité très actif dans l'événementiel du village. En effet, en plus de prendre part aux événements habituels, ils sont les organisateurs d'un bal annuel en novembre, du Grand Feu et de la kermesse de juillet.

#### Village de l'espace
Redu abrite, dans la station de Redu, des antennes de l'Agence spatiale européenne (ESA). Transinne, village voisin, abrite l'Euro Space Center qui propose des stages et des activités faisant découvrir l'espace, les planètes et les étoiles.

## Galerie

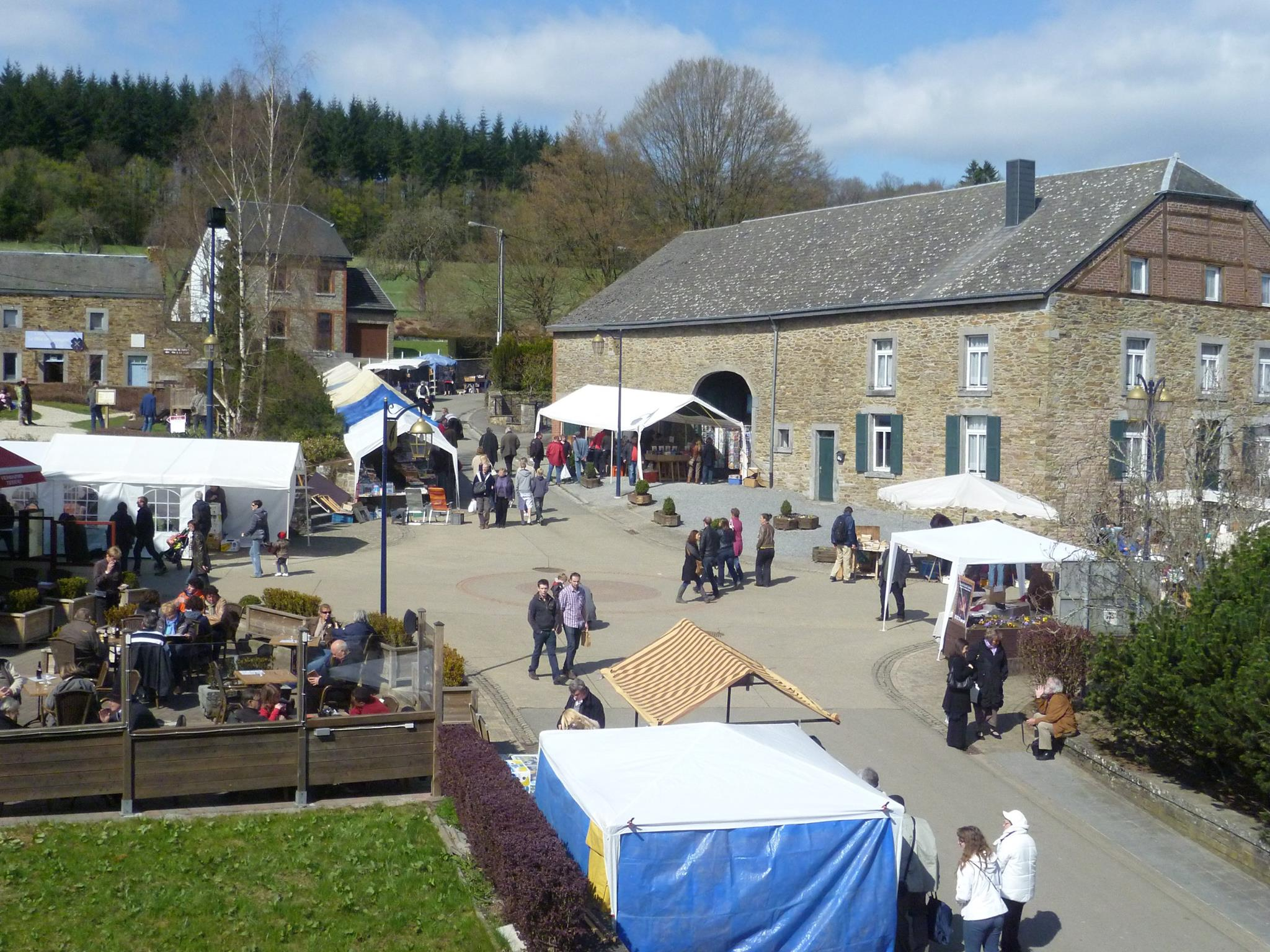
Une photo de la fête du livre à Redu, pendant le week-end de Pâques en 2013.
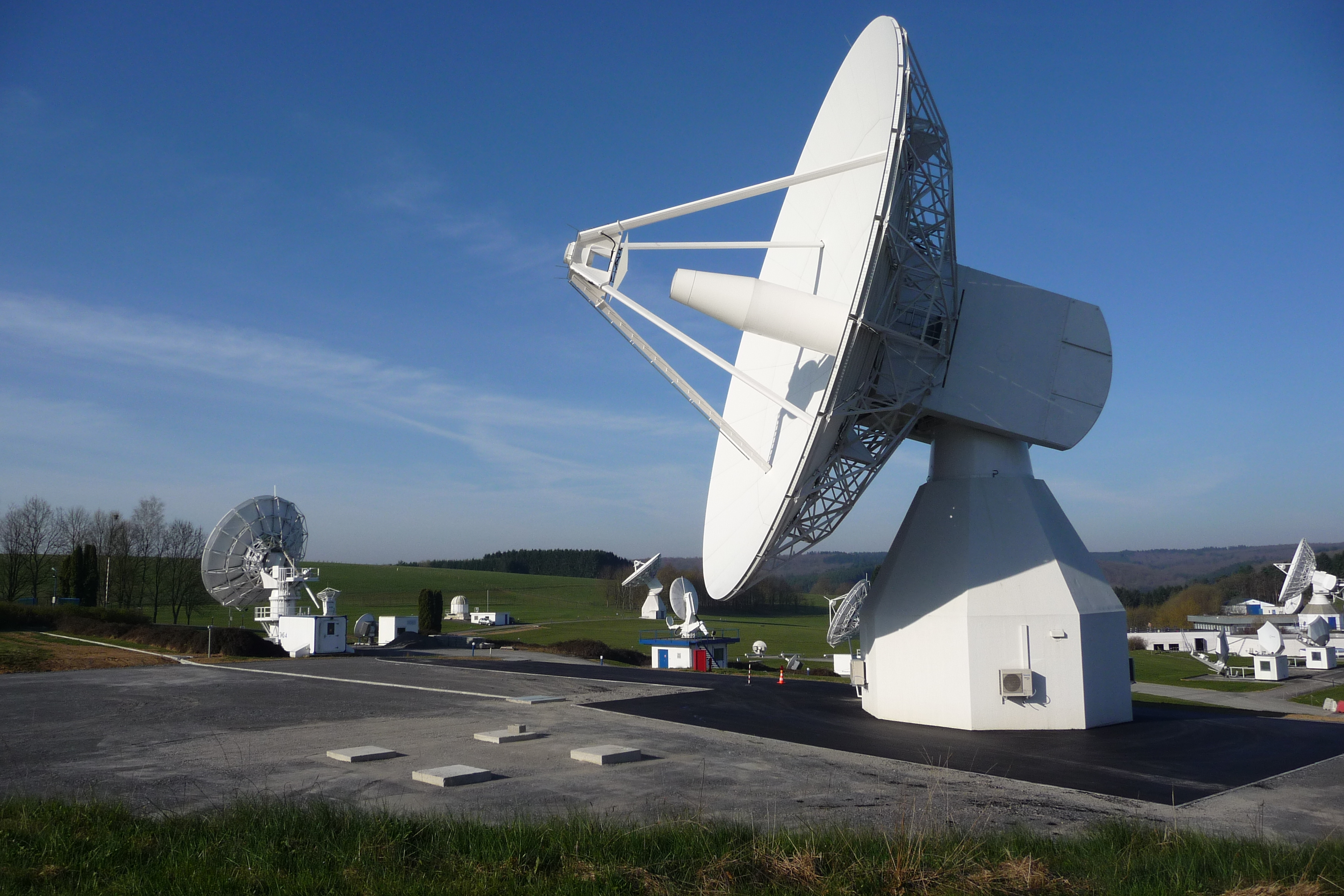
Antenne Galileo IOT en bande L à la station terrestre de l'ESA à Redu. L'antenne de 20 m de Redu joue un rôle important lors des tests en orbite, permettant une surveillance haute résolution du signal de navigation en bande L provenant de chaque satellite Galileo.
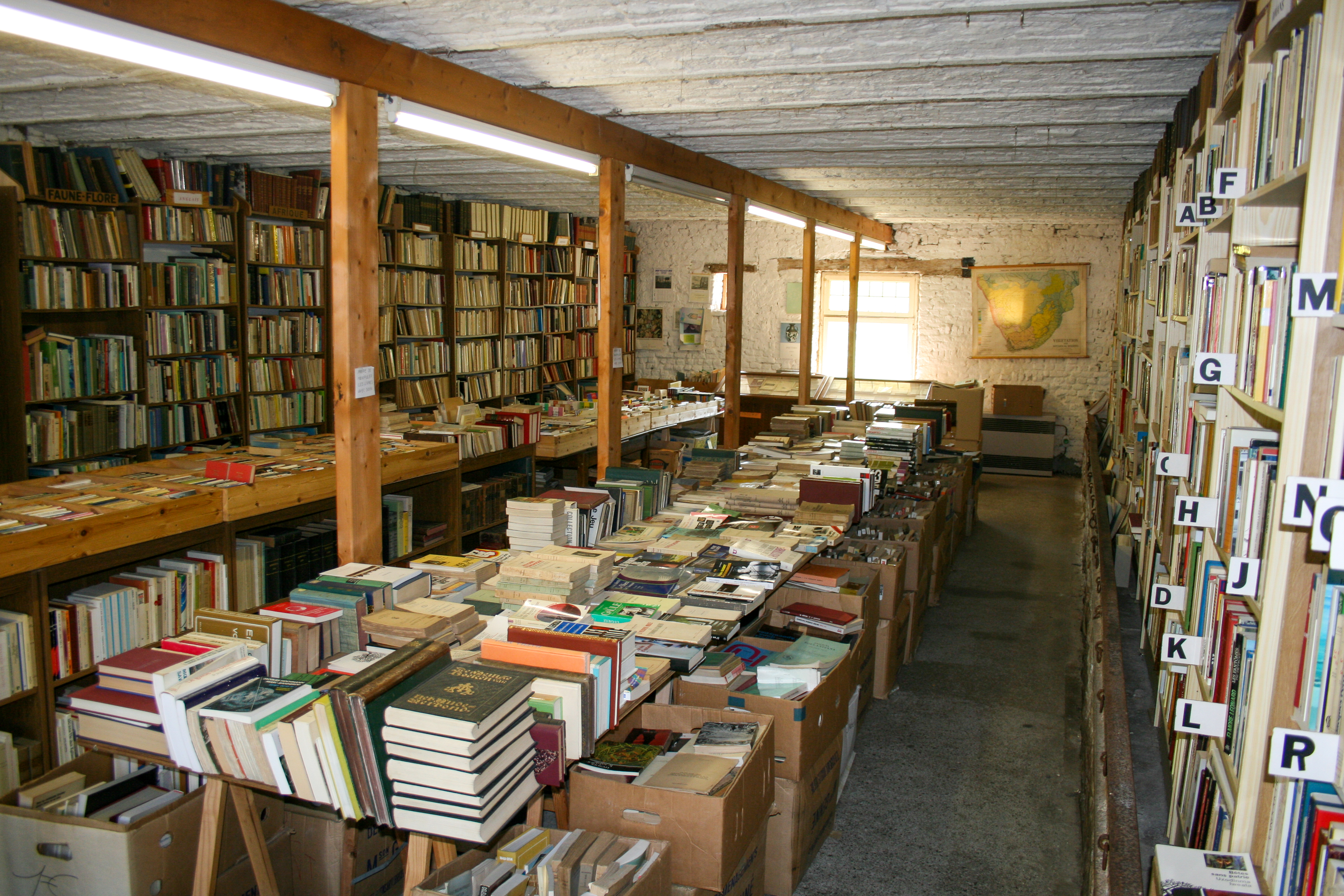
Vue intérieur d'une librairie du village.
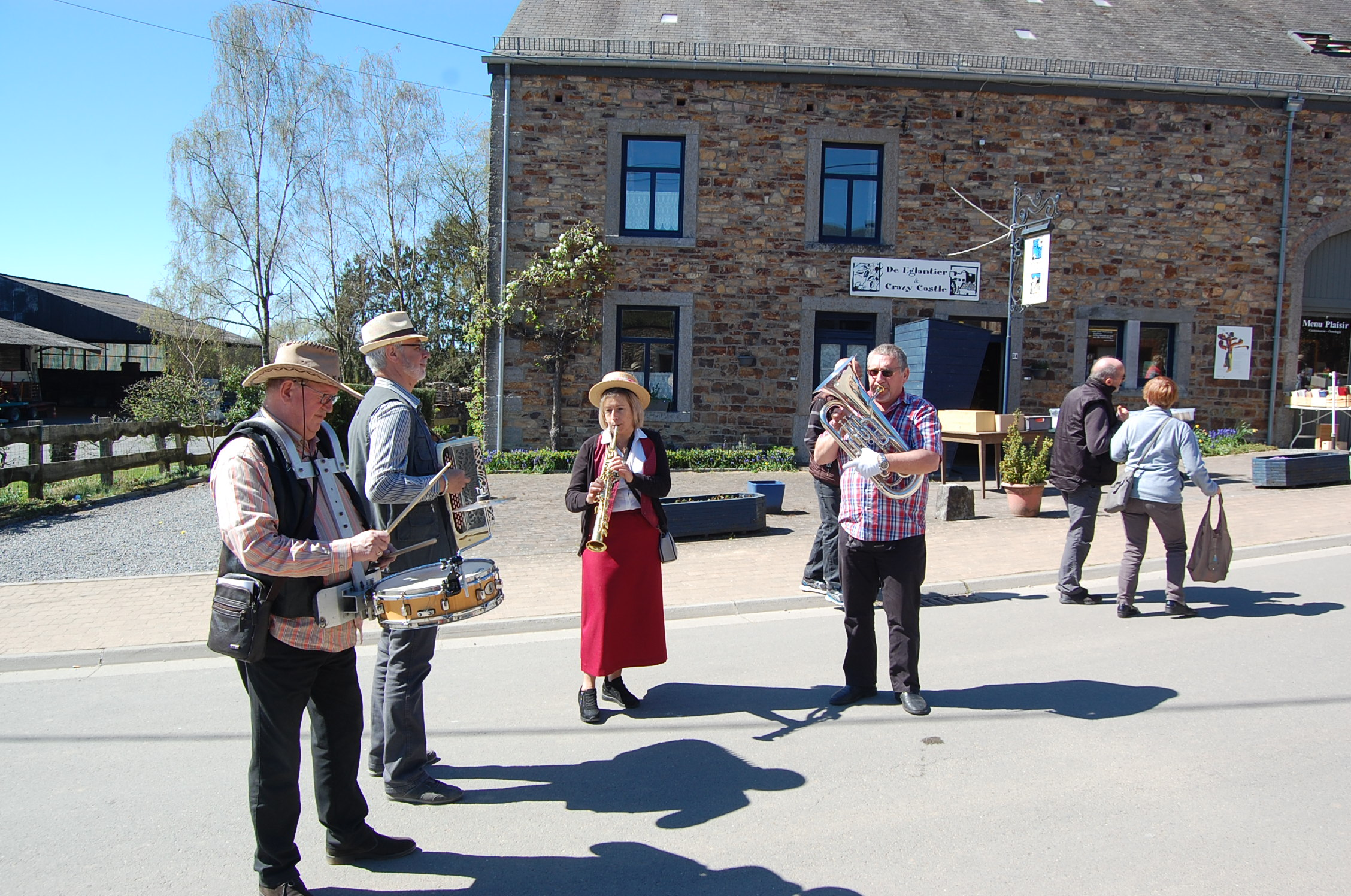
Musiciens lors de la fête du livre en 2022.